# ПЕСТ анализ
ПЕСТ анализ е анализ на политическата, икономическата, социокултурната, и технологичната косвени среди. В стратегическото управление този тип анализ се ползва за да се идентифицират, да се проследят и да се оценят промените, които ще настъпят в тези среди. Това се прави, защото тези промени могат да променят цялата конкурентна ситуация в отрасъла.
Силите, които оказват най-голямо влияние и определят характера на промените в съответния отрасъл, се наричат движещи сили на промяната).
Такива движещи сили могат да бъдат:
- промяна в потребностите на потребителите
- появата на нови продукти и нови технологии
- промени в законодателството и политиката на правителството
- промяна в ценностите, начина на живот и други

### Разглеждани среди
Политико-правна среда
- Трудово законодателство
- Данъчната политика
- Законодателството за охрана на околната среда
- Директиви на Европейския съюз

Икономическа среда
- Равнище на инфлация
- Перспективи за икономически растеж
- Лихвени проценти
- Равнище на безработица
- Степен на осигуряване на нормална конкурентна среда. Липса на лоялна конкурентна среда

Социо-културна среда
- Развитие на ценностите в обществото
- Демографски промени
- Промени в начина на живот
- Промени във вкусовете и предпочитанията на потребителите
- Равнище на образование

Технологична среда
- Алтернативни начини за доставяне на услуги
- Нови производствени технологии
- Нови информационни технологии
- Вертикален и хоризонтален технологичен трансфер

### Етапи
ПЕСТ анализа се осъществява чрез следните четири етапа:
1. сканиране – организациите сканират обкръжаващата среда, за да разкрият своевременно индикаторите или сигналите за потенциални промени. Сканирането трябва да даде възможност да се получи информация за бъдещите възможности и заплахи.
2. мониторинг – включва в себе си проследяване на конкретна промяна от ПЕСТ средата във времето. Целта е да се проследи еволюцията в развитието на съответното събитие, да се получат достатъчно данни, за да се подпомогне организацията да формира своето отношение към слабите сигнали, уловени по време на сканирането. Така на етапа на мониторинга търсенето на данни става по-фокусирано и по-систематизирано, от колкото в хода на сканирането.
3. прогнозиране – целта е да се разработят възможните параметри на мащаба, направлението, скоростта и интензивността на промените във външната среда. Мащабът показва същността на явленията и последствията за отрасъла. Направлението показва вектора на съответното явление, т.е. към повишаване или намаляване ще се ориентират съответните последствия. Скоростта описва бързи или бавни ще са промените. Съществуват два типа прогнозиране. В основата на първия е методът екстраполация, който се използва, когато може да се използват данни за настоящия период и да се проследят тенденциите в развитието, които ще се запазят относително непроменени през бъдещия период. Вторият тип прогнозиране се нарича сценарно прогнозиране и се базира на разработването на алтернативни варианти на бъдещето, които на настоящия момент се приемат за еднакво възможни.
4. оценяване – на този етап аналитиците оценяват как и защо наличните и прогнозираните тенденции ще повлияят върху стратегиите на организацията

### Базови явления
Някои базови явления представляващи интерес в ПЕСТ средата от гледна точка на прогнозирането.
Социални тенденции
1. Как ще се измени през следващите 20-40 години демографската структура (броят на хората във всяка възрастова група)?

1. Какви изменения в стила на живот ще настъпят за хората, които сега са от 25 до 40 години, когато те навлязат във възрастовата група от 40 до 55 години?
  - Как ще се измени конфигурацията на семейството?
  - Как ще се изменят моделите на поведение?
  - Как ще се изменят моделите, свързани с работата?
  - Какви промени ще настъпят по отношение на провеждането на свободното време?

1. Как ще се променят социалните ценности?
  - Ще се наблюдава ли активизация на политическия консерватизъм?
  - Ще демонстрират ли повече хора съгласие с необходимостта да се намалят разходите за военни цели?
  - Ще понасят ли хората с по-голяма готовност разходите за намаляване на изхвърлянето на вредните вещества в околната среда?

Икономически тенденции
1. Какво ще бъде нивото на инфлация след три години?
2. Какви ще са тенденциите на растежа на БНП след пет години?
3. Кои отрасли ще ускорят своето равитие и кои отрасли ще забавят своето развитие през следващото десетилетие?

Политически тенденции
1. Кои политически партии ще засилят и кои ще намалят своето влияние през следващите избори?
2. Какви закони и регулиращи актове ще бъдат приети по отношение на отделните отрасли?
3. Кои решения на съдебната система е възможно да повлияят върху развитието на отделни отрасли?
4. Ще увеличат ли или ще намалят своята поддръжка съществуващите социални и политически движения като привържениците на консюмеризма или защитниците на околната среда?

Технологични тенденции
1. Кога и как са възможни най-близките пробиви в основните изследвания, в резултат на които ще се появят нови продукти на пазара?
2. Какви връзки и между какви технологии ще се осъществят преди настъпването на конкретен технологичен пробив (например създаване на цифрова телевизия)?
3. Какви могат да бъдат новите приложения на съществуващите технологии?

Екологични тенденции
1. В кои страни замърсяването на околната среда ще продължи да се увеличава?
2. Какви събития могат да доведат до екологична катастрофа; как и защо тези събития могат да се осъществят?
3. Какви промени могат да се очакват в законодателството, свързано с околната среда?

Институционални тенденции
1. Какви тесни места могат да се появят в различните елементи на общата транспортна система?
2. Какви промени се очакват в отрасъла на съобщенията през следващите пет години?
3. Какви могат да бъдат новите роли на университетите и другите центрове за обучение през следващото десетилетие?